# Final Fantasy XIII
Final Fantasy XIII (Japans: ファイナルファンタジーXIII Fainaru Fantajī Sātīn) is een actierollenspel in de langlopende Final Fantasy-reeks. Het is het eerste spel van de serie dat voor de PlayStation 3 en de Xbox 360 uitkwam. Net voor de E3 van 2006 werd het spel aangekondigd. Motomu Toriyama was de regisseur van het spel en volgens de president van Square Enix, Motomu Toriyama, draait het verhaal om "degenen die tegen de wereld zijn".
Final Fantasy XIII draait op de White Engine. Het spel was oorspronkelijk voor de PlayStation 2, maar nadat het team de kracht van de PlayStation 3 ontdekt had, hadden ze hem daarvoor verder ontwikkeld.

## Fabula Nova Crystallis
Het project heeft de naam Fabula Nova Crystallis gekregen, wat Latijn is voor 'een nieuw verhaal van het kristal'. Naast Final Fantasy XIII zijn er nog vier andere spellen: 
Final Fantasy XIII-2Het tweede deel in de Lightning-saga en het vervolg op Final Fantasy XIII voor PlayStation 3, de Xbox 360 en pc.
Lightning Returns: Final Fantasy XIIIHet laatste deel uit de Lightning-saga voor PlayStation 3, Xbox 360 en pc.
Final Fantasy Type-0Een actie-RPG voor de PlayStation Portable. Later omgezet in een HD-versie voor PlayStation 4, Xbox One en pc.
Final Fantasy XVAanvankelijk Final Fantasy Versus XIII, maar omgedoopt tot Final Fantasy XV. Een actie-RPG voor PlayStation 4 en Xbox One.
Volgens Square Enix is Final Fantasy XIII geen prequel of vervolg op de andere spellen, maar ze spelen wel af in dezelfde ruimte.